# Меко казано (анимационен филм)
„Меко казано“ е българска компютърна анимация от 2022 г. на режисьора Анри Кулев, базиран на едноименната приказка от 1979 г., написана от Валери Петров. Музиката е композирана от Любомир Денев, а песните се изпълняват от група „Ахат“.
Филмът е продуциран от „Канцелария филм“ с помощта на „Национален филмов център“, а копродуценти са „БНТ“ и „Доли Медия Студио“.
Премиерата на филма е насрочена да излезе в „София Ринг Мол“ на 13 септември 2022 г., и на 16 септември в цялата страна, разпространяван от „Про Филмс“.

## Сюжет
Малкият Светльо си е взел в креватчето шестте индианеца от пластмаса и се мъчи да заспи. Внезапно в стаята се появява голямо Куче, което обяснява на Светльо мисията си –дошло е да го спаси.
Първо, защото по природа е Санбернаp, а това значи, че трябва да спасява изпадналите в беда.
И второ – във връзка с писмото.
Работата е в това, че Светльо е получил писмо от баба си с  пет лева в него. На малкия хитрец му трябват още, за да си купи нови индианци и е написал на баба си, че не е получавал никакво писмо с никакви пет лева в него. Това МЕКО КАЗАНО не е никаква умна идея, а най-обикновена лъжа и Кучето му го казва. Светльо е разстроен и двамата решават да търсят, намерят и скъсат лъжливото писмо.

## Актьорски състав
- Максим Шишков – Светльо
- Сава Пиперов – Кучето
- Петя Силянова – Костенурката
- Кирил Бояджиев – Кълвачът